# Fontanka (Ukraine)
Pour les articles homonymes, voir Fontanka (homonymie).
Fontanka (en ukrainien : Фонтанка) est un village situé dans le raïon d'Odessa, situé dans l'oblast d'Odessa, en Ukraine. Fontanka est le chef-lieu de la communauté territoriale de Fontanka.

## Géographie

### Localisation
Fontanka est situé sur la côte de la mer Noire, à la périphérie d'Odessa,.

## Emblèmes
Une délibération du conseil municipal en date du 27 mai 2019 dote Fontanka d’un blason et d’un drapeau.

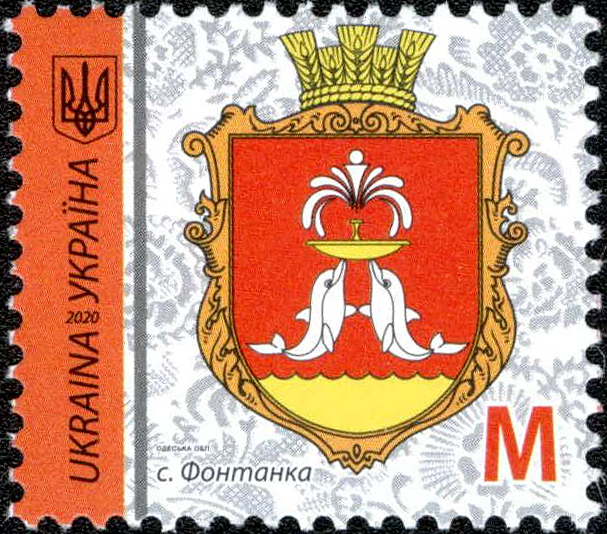
Timbre postal arborant les armoiries du village.

## Historique
Le 25 septembre 2019, Fontanka devient le chef-lieu de la communauté territoriale intégrée de Fontanka.

### Invasion russe
Le 15 mars 2022, à la suite de l’invasion de l’Ukraine par la Russie, le monument érigé à Fontanka en 1964 dédié aux agents du 26e régiment du NKVD, pour commémorer leur rôle dans la défense d'Odessa en 1941, est dégradé,.

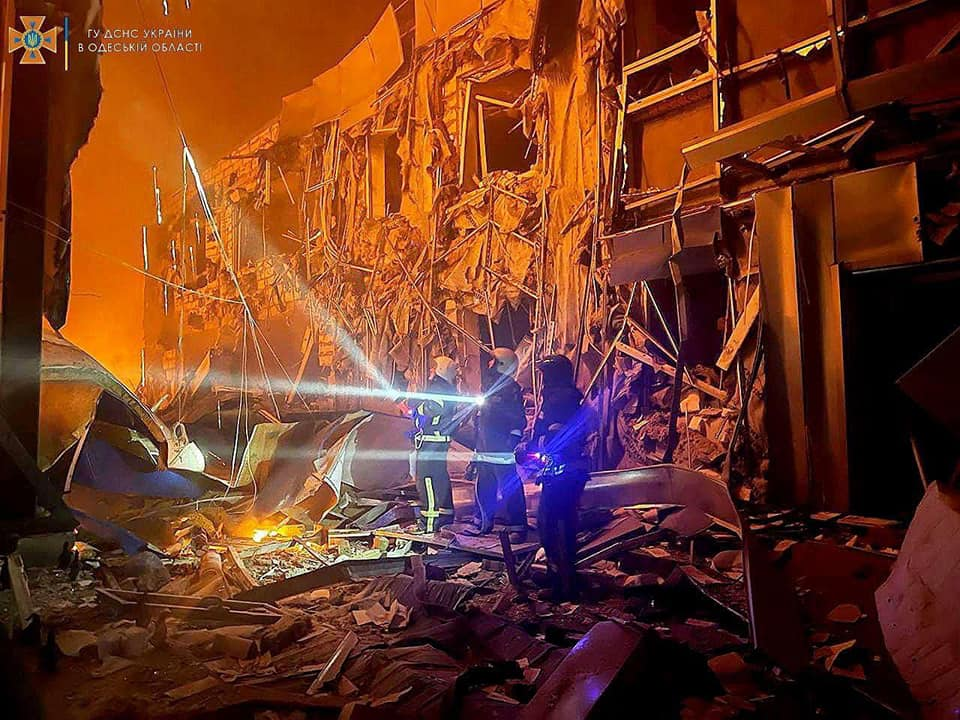
Le centre commercial après le bombardement russe du 9 mai 2022.

Le 9 mai 2022, Fontanka est touché par sept missiles russes de type Kh-22, détruisant plusieurs magasins, entrepôts et maisons. Pendant les bombardements, le centre commercial « Riviera », l’un des plus grands d’Ukraine, est partiellement détruit à l’heure du couvre-feu, occasionnant un mort,.
Dans ce contexte belliqueux opposant l’Ukraine â la Russie, Fontanka décide de renommer une rue en l’honneur de Boris Johnson, alors premier ministre du Royaume-Uni et soutien des autorités ukrainiennes. Jusque-là, cette rue portait le nom de Vladimir Maïakovski, un célèbre poète russe,. Cette décision s’inscrit dans une volonté commune à Fontanka et plusieurs autres villages de se mettre en conformité par rapport à la loi ukrainienne condamnant les « régimes totalitaires communistes et nationaux-socialistes » qui s’applique à la Russie.